# Élections du Conseil législatif de Ceylan de 1917
Les élections du Conseil Législatif de Ceylan de 1917 ont eu lieu au Ceylan britannique, les 9 janvier et 20 janvier 1917.

## Contexte historique
Le Conseil législatif de Ceylan a existé de 1833 à 1931. Il a été créé par la Commission Colebrooke-Cameron en 1833, avant d'être retiré par la Commission Donoughmore en 1933. Entre 1833 à 1910, les membres du Conseil législatif étaient tous nommés par le gouverneur du Ceylan britannique. 
Robert Crewe-Milnes, le secrétaire d'État aux colonies de la Grande-Bretagne, a négocié avec le gouverneur Henry Edward McCallum pour introduire les premières élections démocratiques du Sri Lanka. Le gouverneur a accepté ces modifications mais avec un compromis, seul un nombre très limité de citoyens, respectant des critères spécifiques stricts, avait le droit de voter.
Le Conseil législatif a ainsi été réformé en 1910, et ces réformes sont aujourd'hui populaires et connus comme les réformes McCallum.

## Système électoral
Le nombre de membres du Conseil législatif est passé de 18 à 21 personnes :
- 11 membres Officielss travaillant dans le corps exécutif de Ceylan.
- 10 membres Non-Officiel venant du peuple.

Parmi les membres non-officiels, six sont nommés par le gouverneur : deux Tamouls, deux Cingalais, un Cingalais de Kandy , et un Musulman; 
et les quatre autres sont élus : deux Européens, un Burgher et un Ceylanais éduqué.

## Conseillers élus
| Type de siège    | Conseiller législatif élu | Détails                                                                         | Réfs. |
| ---------------- | ------------------------- | ------------------------------------------------------------------------------- | ----- |
| Européen         | Marcus Fernando           |                                                                                 | [ 2 ] |
| Européen         |                           |                                                                                 |       |
| Ceylanais éduqué | Ponnampalam Ramanathan    | Il est élu avec 1704 votes contre J. S. Jayawardene, qui ne reçut que 48 votes. |       |
| Burgher          |                           |                                                                                 |       |

## Conseillers nommés
| Type de siège      | Conseiller législatif nommé             | Détails | Réfs. |
| ------------------ | --------------------------------------- | ------- | ----- |
| Tamoul             | Arunachalam Sabapathy                   |         | [ 3 ] |
| Tamoul             |                                         |         |       |
| Musulman           | Noordeen Hadjiar Mohammed Abdul Cader   |         | [ 2 ] |
| Cingalais de Kandy | Meedeniya Rajakaruna Senanayake         |         | [ 2 ] |
| Cingalais          | Wickelia Oswald Christopher Dissanayaka |         | [ 2 ] |
| Cingalais          |                                         |         |       |